# Georg Wilhelm Overkamp

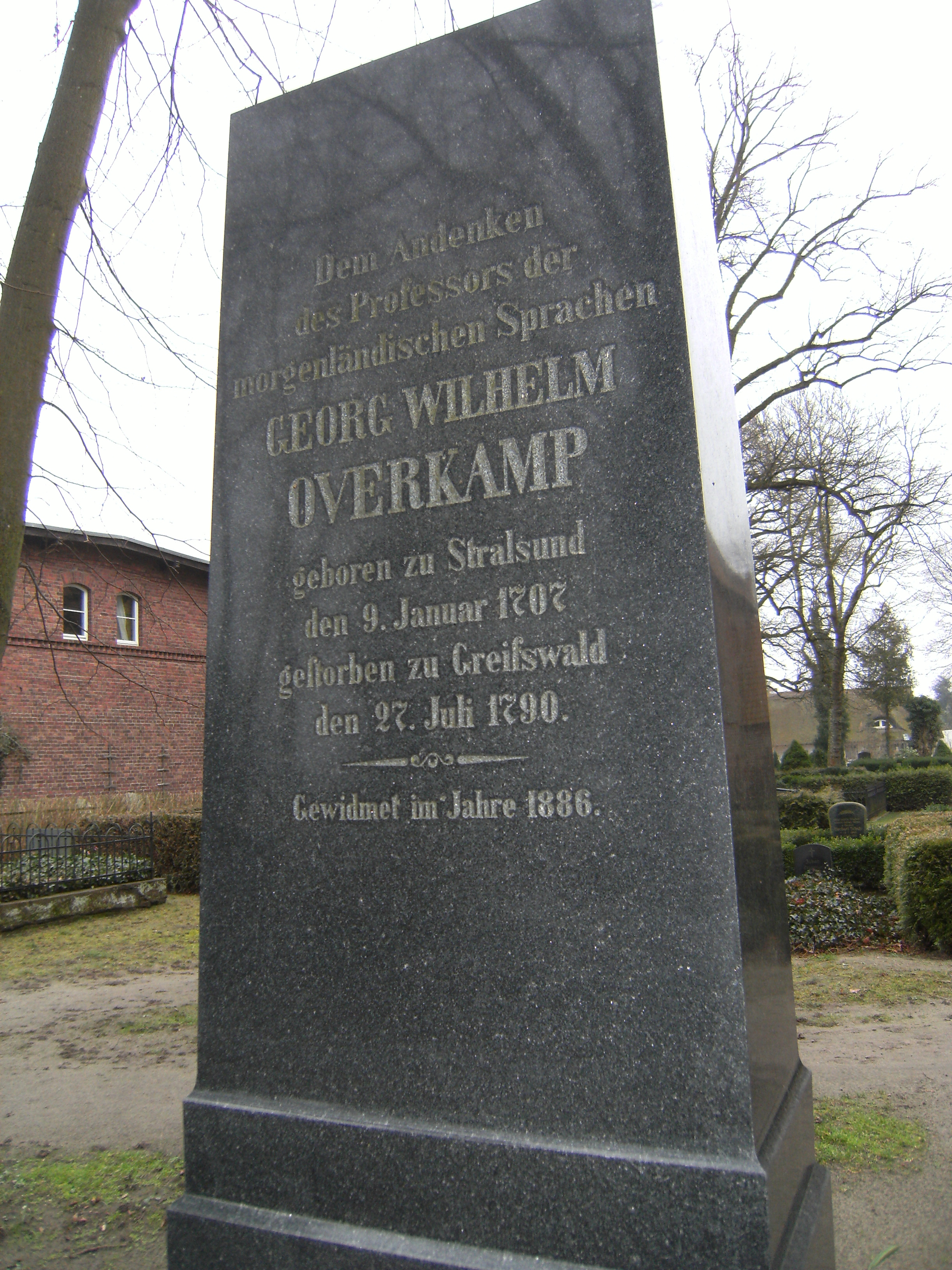
Gedenkstein in Neuenkirchen (bei Greifswald)

Georg Wilhelm Overkamp (* 9. Januar 1707 in Greifswald oder Stralsund; † 27. Juli 1790 in Greifswald) war ein deutscher Orientalist.

## Leben
Georg Wilhelm Overkamp war der Sohn eines Kaufmanns, der zuerst in Stralsund, später in Greifswald Ratskellermeister war. Seine Mutter stammte aus der angesehenen Greifswalder Kaufmannsfamilie Weissenborn. Er besuchte die Greifswalder Stadtschule und studierte anschließend als Stipendiat der Schabbelstiftung an den Universitäten Greifswald und Jena. Er befasste sich besonders mit den orientalischen Sprachen. In Jena erhielt er die Lehrerlaubnis als Magister legens und wurde 1736 Adjunkt der philosophischen Fakultät. Nachdem er durch verschiedene wissenschaftliche Abhandlungen bekannt geworden war, wechselte er als Adjunkt an die Universität Greifswald, wo er 1739 die ordentliche Professur für orientalische Sprachen erhielt. 1743 war er Rektor der Hochschule, in seinen letzten Lebensjahren deren Senior. 
Overkamp veröffentlichte verschiedene Dissertationen. In Greifswald stiftete er ein Universitätsstipendium (1787) sowie eine Armen- und Freischule. Er wurde auf dem Neuenkirchener Friedhof begraben, wo ihm 1886 ein Denkmal gesetzt wurde.
Aus der 1740 geschlossenen Ehe mit Hedwig Ulrika Lütkemann, Tochter des Greifswalder Generalsuperintendenten Timotheus Lütkemann, entstammte der Sohn Timotheus Christian Wilhelm Overkamp (1743–1828).